# Would I Lie to You?
Would I Lie to You? je britský komediální panelový pořad, který se vysílá na BBC One. Poprvé se objevil na televizních obrazovkách dne 16. června 2007. Pořad v letech 2007 až 2008 moderoval Angus Deayton, od roku 2009 je jeho moderátorem Rob Brydon. Kapitány dvou týmů představují David Mitchell a Lee Mack.

## Princip pořadu
Ve všech kolech je bodovací systém stejný: tým získá bod, když správně uhodne, jestli je tvrzení pravdivé či nepravdivé. Pokud tým neuhodne, tak bod obdrží druhý tým.

### Současná kola
- Home Truths (česky Nepříjemné pravdy): Soutěžící přečte tvrzení týkající se jeho osoby. Druhý tým pokládá soutěžícímu otázky a musí uhodnout, jestli říká pravdu, nebo lže. Od druhé série se začalo využívat i tzv. „záhadné věci“, kdy soutěžící vyndá věc z krabice, následně přečte tvrzení a musí přesvědčit soupeřící tým, že daná věc patří jemu.
- This is My... (česky Tohle je můj...): Do pořadu přijde host a moderátor oznámí jeho křestní jméno. Host je po celou dobu v tichosti. Soutěžící z jednoho týmu jednotlivě vyprávějí, jaký vztah mají k příchozímu hostovi, ale pouze jeden z nich je pravdivý. Druhý tým musí hádat, který z nich mluví pravdu a host nakonec odhalí svou pravou identitu.
- Quick-Fire Lies (česky Rychlá palba lží): Druhé kolo otázek, v němž jsou soutěžící vybíráni náhodně.

## Vysílání
Barvy pozadí znázorňují možné výsledky jednotlivých řad:
     Znamená, že vyhrál Davidův tým.
     Znamená, že vyhrál Leeho tým.
     Znamená, že se skončilo remízou.

### Řady
| Řada | Začátek řady       | Konec řady        | Počet dílů |
| ---- | ------------------ | ----------------- | ---------- |
| 1    | 16. června 2007    | 28. července 2007 | 6          |
| 2    | 11. července 2008  | 29. srpna 2008    | 8          |
| 3    | 10. srpna 2009     | 28. září 2009     | 8          |
| 4    | 23. července 2010  | 10. září 2010     | 8          |
| 5    | 9. září 2011       | 28. října 2011    | 8          |
| 6    | 13. dubna 2012     | 22. července 2012 | 8          |
| 7    | 3. května 2013     | 28. června 2013   | 8          |
| 8    | 12. září 2014      | 8. ledna 2015     | 8          |
| 9    | 31. července 2015  | 13. ledna 2016    | 8          |
| 10   | 2. září 2016       | 21. října 2016    | 8          |
| 11   | 20. listopadu 2017 | 19. ledna 2018    | 8          |
| 12   | 12. října 2018     | 18. ledna 2019    | 8          |
| 13   | 18. října 2019     | 7. února 2020     | 9          |
| 14   | 8. ledna 2021      | 1. března 2021    | 9          |

### Speciální díly
| Datum premiérového vysílání | Název dílu                                |
| --------------------------- | ----------------------------------------- |
| 19. září 2008               | The Best & Unseen Bits from Series 2      |
| 17. prosince 2009           | The Best & Unseen Bits from Series 3      |
| 17. září 2010               | The Unseen Bits from Series 4             |
| 5. března 2011              | 24 Hour Panel People Comic Relief Special |
| 25. listopadu 2011          | The Unseen Bits from Series 5             |
| 29. července 2012           | The Unseen Bits from Series 6             |
| 6. září 2013                | The Unseen Bits from Series 7             |
| 23. prosince 2013           | Christmas Special                         |
| 22. prosince 2014           | Christmas Special                         |
| 18. února 2015              | The Unseen Bits from Series 8             |
| 24. prosince 2015           | Christmas Special                         |
| 27. ledna 2016              | The Unseen Bits from Series 9             |
| 28. října 2016              | The Unseen Bits from Series 10            |
| 18. listopadu 2016          | Children in Need: Children's Special      |
| 19. prosince 2016           | Christmas Special                         |
| 18. prosince 2017           | Christmas Special                         |
| 24. ledna 2018              | The Unseen Bits from Series 11            |
| 24. prosince 2018           | Christmas Special                         |
| 24. ledna 2019              | The Unseen Bits from Series 12            |
| 31. ledna 2019              | The Best Bits from Series 12              |
| 26. prosince 2019           | Christmas Special                         |
| 14. února 2020              | The Unseen Bits of Series 13              |
| 21. února 2020              | More Unseen Bits of Series 13             |
| 24. prosince 2020           | Christmas Special                         |
| 8. března 2021              | The Unseen Bits of Series 14              |
| 16. dubna 2021              | The Best Bits of Series 14                |

## Zahraniční verze pořadu
- Českou verzi pořadu uvedla v roce 2013 Česká televize pod názvem Copak bych vám lhal?. Moderátorem pořadu byl Igor Bareš, kapitány jednotlivých týmů představovali Michal Dlouhý a Sandra Pogodová.[1]
- Slovenskou verzi vysílá od roku 2019 stanice TV Markíza, pod názvem Klamal by som ti?. Pořad moderuje herec a zpěvák Filip Tůma a týmy vedou herečky Petra Polnišová a Zuzana Šebová.[2]
- Novozélandskou verzi pořadu moderoval v roce 2012 Paul Henry a kapitány představovali Jesse Mulligan a Jon Bridges. Pořad se vysílal na televizní stanici TV3, ale neměl příliš dlouhého trvání.
- Malajsijskou verzi Betul ke Bohong moderuje AC Mizal a vysílá se na televizním kanálu Astro Warna.
- Švédskou verzi Tror du jag ljuger? moderuje Anna Mannheimer a kapitány představují Johan Glans a Fredrik Lindström.
- Islandská verze pořadu se pod názvem Satt eða logið? poprvé vysílala v roce 2017 na kanálu Stöð 2. Pořad zpočátku moderoval Logi Bergmann Eiðsson a v druhé sérii ho nahradil Benedikt Valsson, kapitány jsou Auðunn Blöndal a Katla Margét Þorgeirsdóttir.
- Holandskou verzi s názvem Strong Stories vysílala stanice BNNVARA.